# CSLIP
Compressed SLIP (CSLIP, auch bekannt als VanJacobsen TCP Headerkompression) ist eine Version des Serial Line Internet Protocol, die Kompression nutzt.
CSLIP komprimiert ausschließlich die Kopfdaten eines Pakets und hat keinen Effekt auf dessen Nutzlast und ist daher grundverschieden von der Datenkompression eines Modems. Durch das Verfahren wird die TCP/IP-Headergröße von 40 Bytes auf sieben Bytes reduziert.
CSLIP wurde entwickelt, um TCP/IP-Ströme über schmalbandige Verbindungen, wie sie im klassischen Telefonnetz anzufinden sind, zu beschleunigen. Deltakompression wird benutzt, um nur die Unterschiede zwischen den sich ändernden Feldern von aufeinanderfolgenden Paketen zu übertragen und den Overhead dadurch auf deutlich weniger Bits zu verringern. Die Fehlerkorrektur findet nach Dekompression über die in TCP enthaltene Fehlererkennung statt. CSLIP unterstützt UDP nicht, sondern kann nur TCP/IP-Datenflüsse komprimieren, da zu der Zeit der Konzeption des Protokolls nur wenig UDP-Daten ausgetauscht wurden. Im heutigen Einsatz haben sich Standards, wie IPHC, CRTP oder ROHC etabliert.